# Союз ТМ-6
Союз ТМ-6 — радянський пілотований космічний корабель (КК) серії «Союз ТМ», типу 7К-СТ, індекс ГРАУ 11Ф732. Серійний номер 56. Реєстраційні номери: NSSDC ID: 1988-075A; NORAD ID: 19443.
П'ятий пілотований політ корабля серії «Союз ТМ» до орбітальної станції Мир. 6й пілотований політ до орбітальної станції Мир, 120й пілотований політ, 117й орбітальний політ, 66й радянський політ.
На кораблі почав політ екіпаж третіх відвідин станції (ЕВ-3): командир Ляхов Володимир Афанасійович, лікар-дослідник третього і четвертого основних екіпажів (ЕО-3, ЕО-4) Поляков Валерій Володимирович космонавт-дослідник екіпажу третіх відвідин (ЕВ-3) Моманд Абдул Ахад (Республіка Афганістан).
Корабель замінив Союз ТМ-5 як рятувальний апарат у зв'язку з обмеженою тривалістю експлуатації корабля.

### Інші польоти
Під час польоту корабля Союз ТМ-6:
- тривали польоти орбітальних комплексів:

- орбітальна станція Салют-7 з пристикованим транспортним кораблем постачання Космос-1686 (ТКС-4);
- орбітальна станція Мир з пристикованим космічним кораблем Союз ТМ-5;

- закінчився політ корабля Союз ТМ-5;
- відбулись польоти:

- американських шатлів Діскавері (STS-26) і Атлантіс (STS-27);
- політ у безпілотному режимі радянського багаторазового транспортного космічного корабля Буран;
- вантажного космічного корабля Прогрес-38;

- почався політ космічного корабля Союз ТМ-7.

## Параметри польоту
- Маса корабля — 7070 кг
- Нахил орбіти — 51,6°
- Орбітальний період — 88,7 хвилин
- Апогей — 228 км
- Перигей — 195 км

### Екіпаж

#### На старті
- Командир ЕВ-3 Ляхов Володимир Афанасійович (3й космічний політ)
- Лікар-дослідник ЕО-3 і ЕО-4 Поляков Валерій Володимирович, (1й космічний політ)
- Космонавт-дослідник ЕВ-3 Моманд Абдул Ахад (Республіка Афганістан) (1й космічний політ)

#### Дублери
- Командир Березовий Анатолій Миколайович
- Лікар-дослідник Арзамазов Герман Семенович
- Космонавт-дослідник Масум Мохаммад Дауран Гулам (Республіка Афганістан)

#### Резерв
- Командир Малишев Юрій Васильович
- Лікар-дослідник Бородін Олександр Вікторович

## Політ

### Запуск Союзу ТМ-6
29 серпня 1988 о 04:23:11 UTC з космодрому Байконур ракетою-носієм Союз-У2 (11А511У2) було запущено космічний корабель Союз ТМ-6 з екіпажем: командир екіпажу четвертих відвідин Ляхов Володимир Афанасійович, лікар-дослідник третього і четвертого основних екіпажів Поляков Валерій Володимирович, космонавт-дослідник екіпажу четвертих відвідин Моманд Абдул Ахад (Республіка Афганістан)
У цей час на орбіті перебували: орбітальна станція Мир з пристикованим космічним кораблем Союз ТМ-5 і орбітальна станція Салют-7 з пристикованим транспортним кораблем постачання Космос-1686 (ТКС-4).

### Стикування Союзу ТМ-6
31 серпня 1988 о 05:40:43 UTC космічний корабель Союз ТМ-6 пристикувався до заднього стикувального вузла модуля Квант орбітального комплексу Мир+Союз ТМ-5.
Після стикування на станції перебували: третій основний екіпаж станції (ЕО-3): командир Титов Володимир Георгійович, бортінженер Манаров Муса Хіраманович, лікар-дослідник третього і четвертого основних екіпажів Поляков Валерій Володимирович і командир екіпажу четвертих відвідин Ляхов Володимир Афанасійович, космонавт-дослідник екіпажу четвертих відвідин Моманд Абдул Ахад (Республіка Афганістан).

### Відстикування Союзу ТМ-5
5 вересня 1988 о 22:54:57 UTC космічний корабель Союз ТМ-5 з екіпажем четвертих вівідин — командир Ляхов Володимир Афанасійович, космонавт-дослідник екіпажу третіх відвідин Моманд Абдул Ахад — відстикувався від перехідного відсіку базового блоку орбітального комплексу Союз ТМ-6+Мир.
Після відстикування на станції залишився третій основний екіпаж станції (ЕО-3): командир Титов Володимир Георгійович, бортінженер Манаров Муса Хіраманович, лікар-дослідник третього і четвертого основних екіпажів Поляков Валерій Володимирович.

### Посадка Союзу ТМ-5
5 вересня 1988 о 23:35 відокремився орбітальний відсік. Посадка планувалась 6 вересня о 02:15.
Відповідно до циклограми спуску Ляхов вручну відстрілив орбітальний відсік (ОВ) (на кораблях «Союз T» і «Союз ТМ» відділення ОВ відбувалося на орбіті до видачі гальмівного імпульсу, що значно економило паливо). Через відмову датчика інфрачервоної вертикалі системи орієнтації корабля в розрахунковий час не включився двигун зближувально-коректувальної рушійної установки (ЗКРУ). Через 7 хв орієнтація корабля відновилася і бортова цифрова обчислювальна машина (БЦОМ) несподівано запустила ЗКРУ. Час включення був нерозрахунковий, тому Ляхов через 6 сек вручну відключив двигун. Спуск перенесли на наступний оберт. Під час сеансу зв'язку оператори ЦУПу заклали на борт корабля нову циклограму спуску, але вона виявилася помилковою: двигун включився вчасно, відпрацював 7 сек і відключився. Командир корабля знову його запустив, через 14 сек він відключився. Ляхов знову включив ЗКРУ, намагаючись дотиснути гальмівний імпульс. Коли ЗКРУ відпрацювала 33 сек, порушився режим стабілізації і командир змушений був припинити гальмування, відключивши двигун.
Під час вмикання-вимикання двигуна зі звуковим сигналом включилися термодатчики на відділення спускного апарата (СА) від агрегатного відсіку (АВ), а після останнього відключення двигуна запустився лічильник програмно-часового пристрою розділення відсіків, яке мало відбутися через 20 хв. Ляхов вручну відключив термодатчики, але лічильник продовжував зворотний відлік. У цей час почався сеанс зв'язку з ЦУПом, але розібратися в ситуації в умовах цугцвангу було дуже складно. Після того, як засвітився транспарант «Програма розділення включена», Ляхов, не чекаючи дозволу ЦУПу, видав команду на заборону розділення відсіків. До відстрілу АВ з двигуном залишалося трохи більше 1 хвилини.
У випадку розділення відсіків СА з космонавтами залишився би на орбіті і вони були би приречені на загибель від задухи. Ляхов проявив виявив високі самоконтроль і професіоналізм, і вчасно запобіг розділенню АВ від СА. Космонавти провели на орбіті додаткову добу (без ОВ — без їжі, води і туалету).
7 вересня 1988 о 00:00:54 UTC корабель Союз ТМ-5 з третьої спроби увімкнув двигуни на гальмування для сходу з орбіти і о 00:49:38 UTC приземлився за 202 км на південний схід від міста Джезказган.

### Перестикування Союзу ТМ-6
8 вересня 1988 о 01:04:46 UTC космічний корабель Союз ТМ-6 з третім основним екіпажем станції (ЕО-3) — командир Титов Володимир Георгійович, бортінженер Манаров Муса Хіраманович, лікар-дослідник третього і четвертого основних екіпажів Поляков Валерій Володимирович — відстикувався від заднього стикувального вузла модуля Квант комплексу Мир. О 01:25 UTC космічний корабель Союз ТМ-6 з екіпажем пристикувався до перехідного відсіку базового блоку орбітального комплексу Мир. Перестикуванням було звільнено задній стикувальний вузол модуля Квант для прийому вантажного корабля Прогрес-38.

### Прогрес-38
9 вересня 1988 о 23:33:40 UTC з космодрому Байконур ракетою-носієм Союз-У2 (11А511У2) було запущено космічний корабель Прогрес-38.
12 вересня 1988 о 01:22:28 UTC Прогрес-38 пристикувався до заднього стикувального вузла модуля Квант орбітального комплексу Мир+Союз ТМ-6. Вантажний корабель доставив 2 000 кг вантажів, зокрема 300 кг їжі, паливо для двигунів орбітальної станції, інструменти для закінчення ремонту.

### Вихід у відкритий космос
20 жовтня 1988 о 05:59 UTC третій основний екіпаж станції — командир Титов Володимир Георгійович, бортінженер Манаров Муса Хіраманович — почав третій вихід у відкритий космос. Екіпаж з використання інструментів, доставлених Прогресом-38, видалив стару тіньову маску рентгенівського телескопа ТТМ, і встановив нову. Потім космонавти встановили обладнання для запланованого радянсько-французького виходу у відкритий космос.
О 10:11 екіпаж закінчив вихід у відкритий космос тривалістю 4 години 12 хвилин.

### Прогрес-38
23 листопада 1988 о 12:12:46 UTC космічний корабель Прогрес-38 відстикувався від заднього стикувального вузла модуля Квант орбітального комплексу Мир+Союз ТМ-6.
23 листопада 1988 о 18:26:00 UTC корабель увімкнув двигуни на гальмування для сходу з орбіти і о 19:06:58 UTC згорів у щільних шарах атмосфери.

### Запуск Союзу ТМ-7
26 листопада 1988 о 15:49:34 UTC з космодрому Байконур ракетою-носієм Союз-У2 (11А511У2) було запущено космічний корабель Союз ТМ-7 з екіпажем: командир четвертого основного екіпажу (ЕО-4) Волков Олександр Олександрович, бортінженер четвертого основного екіпажу Крикальов Сергій Костянтинович, космонавт-дослідник екіпажу п'ятих відвідин (ЕВ-5) Жан-Лу Кретьєн.
У цей час на орбіті перебували: орбітальна станція Мир з пристикованим космічним кораблем Союз ТМ-6 і орбітальна станція Салют-7 з пристикованим транспортним кораблем постачання Космос-1686 (ТКС-4).

### Стикування Союзу ТМ-6
26 листопада 1988 о 17:15:40 UTC космічний корабель Союз ТМ-6 пристикувався до заднього стикувального вузла модуля Квант орбітального комплексу Мир.
Після стикування на станції перебували: третій основний екіпаж станції (ЕО-3): командир Титов Володимир Георгійович, бортінженер Манаров Муса Хіраманович, лікар-дослідник третього і четвертого основних екіпажів Поляков Валерій Володимирович, четвертий основний екіпаж станції (ЕО-4): командир Волков Олександр Олександрович, бортінженер Крикальов Сергій Костянтинович і космонавт-дослідник екіпажу п'ятих відвідин (ЕВ-5) Жан-Лу Кретьєн.
Станція була переповнена продовольством і обладнанням загальною масою 580 кг, доставленими вантажними кораблями Прогрес для радянсько-французького польоту. Екіпаж не міг використати вантажний корабель Прогрес як склад, оскільки на станції не було вільного стикувального вузла. Великий обсяг спільних експериментів, переважно медичних і технологічних, здійснювався як підготовка до очолюваного Францією проекту європейського багаторазового транспортного космічного корабля Гермес. Такий обсяг експериментів вимагав значної витрати електроенергії.

### Вихід у відкритий космос
9 грудня 1988 о 09:57 UTC командир четвертого основного екіпажу(ЕО-4) Волков Олександр Олександрович і космонавт-дослідник екіпажу п'ятих відвідин (ЕВ-5) Жан-Лу Кретьєн почали вихід у відкритий космос з багатопортового перехідного відсіку. Першим вийшов Кретьєн і встановив поруччя, потім приєднав до поруччя пружинами і гачками експериментальну стійку масою 15,5 кг, після цього приєднав кабелі живлення від станції до стійки. Стійка використовувалась для п'яти технологічних експериментів як підготовка до очолюваного Францією проекту європейського багаторазового транспортного космічного корабля Гермес. Потім космонавти зібрали пристрій ЕРА масою 240 кг — вони приєднали до багатопортового стикувального вузла робочий відсік меншого діаметра, підключили до нього живлення, приєднали складену структуру за допомогою руки-маніпулятора. Структура мала розкластись у плаский шестигранник глибиною 1 м діаметром 3,8 м. З борту станції Сергій Крикальов натиснув кнопку на розкриття, але розкриття не відбулось. Олександр Волков штовхнув структуру і вона розкрилась.
О 15:57 екіпаж закінчив вихід у відкритий космос тривалістю 5 годин 57 хвилин.

### Відстикування Союзу ТМ-6
21 грудня 1988 о 02:32:54 UTC космічний корабель Союз ТМ-6 з третім основним екіпажем станції — командир Титов Володимир Георгійович, бортінженер Манаров Муса Хіраманович — і космонавтом-дослідником екіпажу п'ятих відвідин (ЕВ-5) Жан-Лу Кретьєном, відстикувався від перехідного відсіку базового блоку орбітального комплексу Союз ТМ-7+Мир.
Після відстикування на станції залишився четвертий основний екіпаж станції (ЕО-4): командир Волков Олександр Олександрович, бортінженер Крикальов Сергій Костянтинович, лікар-дослідник третього і четвертого основних екіпажів Поляков Валерій Володимирович,

### Посадка Союзу ТМ-6
21 грудня 1988 о 09:05 UTC корабель Союз ТМ-6 увімкнув двигуни на гальмування для сходу з орбіти і о 09:57 UTC за 160 км на південний схід від міста Джезказган.

## Галерея
|                     |
| Союз_ТМ-5+Мир+Квант |

|                                 |
| Союз_ТМ-5 +Мир+Квант+ Союз_ТМ-6 |

|                      |
| Мир+Квант+ Союз_ТМ-6 |

|                      |
| Союз_ТМ-6 +Мир+Квант |

|                                  |
| Союз_ТМ-6 +Мир+Квант+ Прогрес-38 |

|                      |
| Союз_ТМ-6 +Мир+Квант |

|                                 |
| Союз_ТМ-6 +Мир+Квант+ Союз_ТМ-7 |

|                      |
| Мир+Квант+ Союз_ТМ-7 |